# Joanne Fenn
Joanne Fenn (Reino Unido, 19 de octubre de 1974) es una atleta británica especializada en la prueba de 800 m, en la que consiguió ser medallista de bronce mundial en pista cubierta en 2004.

## Carrera deportiva
En el Campeonato Mundial de Atletismo en Pista Cubierta de 2004 ganó la medalla de bronce en los 800 metros, llegando a meta en un tiempo de 1:59.50 segundos que fue récord nacional británico, tras la mozambiqueña Maria Mutola y la eslovena Jolanda Čeplak.